# Municipio de West Ontario
El municipio de West Ontario (en inglés: West Ontario Township) es un municipio ubicado en el condado de Wells en el estado estadounidense de Dakota del Norte. En el año 2010 tenía una población de 32 habitantes y una densidad poblacional de 0,35 personas por km².

## Geografía
El municipio de West Ontario se encuentra ubicado en las coordenadas 47°32′15″N 99°42′13″O / 47.53750, -99.70361. Según la Oficina del Censo de los Estados Unidos, el municipio tiene una superficie total de 92.57 km², de la cual 91,68 km² corresponden a tierra firme y (0,96 %) 0,89 km² es agua.

## Demografía
Según el censo de 2010, había 32 personas residiendo en el municipio de West Ontario. La densidad de población era de 0,35 hab./km². De los 32 habitantes, el municipio de West Ontario estaba compuesto por el 100 % blancos. Del total de la población el 0 % eran hispanos o latinos de cualquier raza.